# Take Me to the Hospital
Take Me to the Hospital è un singolo del gruppo musicale britannico The Prodigy, pubblicato il 31 agosto 2009 come quarto estratto dal quinto album in studio Invaders Must Die.

## Tracce
CD promozionale
1. Take Me to the Hospital (09 EQ) – 3:40
2. Take Me to the Hospital (Sub Focus Remix) – 4:33
3. Take Me to the Hospital (Rusko Remix) – 4:23
4. Take Me to the Hospital (Adam F & Horx Remix) – 5:33
5. Take Me to the Hospital (Losers Middlesex A & E Remix) – 5:48
6. Take Me to the Hospital (Josh Homme & Liam H's Wreckage Mix) – 4:09

CD
1. Take Me to the Hospital (09 EQ) – 3:42
2. Take Me to the Hospital (Sub Focus Remix) – 4:33

12"
- Lato A

1. Take Me to the Hospital (Sub Focus Remix) – 4:33

- Lato B

1. Take Me to the Hospital (Rusko Remix) – 4:23

Download digitale
1. Take Me to the Hospital (09 EQ Edit) – 3:15
2. Take Me to the Hospital (09 EQ) – 3:42
3. Take Me to the Hospital (Instrumental 09 EQ) – 3:40
4. Take Me to the Hospital (Sub Focus Remix) – 4:33
5. Take Me to the Hospital (Rusko Remix) – 4:23
6. Take Me to the Hospital (Adam F & Horx Remix) – 5:33
7. Take Me to the Hospital (Losers Middlesex A & E Remix) – 5:48
8. Take Me to the Hospital (Josh Homme & Liam H's Wreckage Mix) – 4:09
9. Take Me to the Hospital (Album Version) – 3:42

## Formazione
Gruppo
- Liam Howlett – sintetizzatore, programmazione
- Maxim – voce
- Keef Flint – voce

Produzione
- Liam Howlett – produzione, missaggio
- Neil McLellan – missaggio
- John Davis – mastering

## Classifiche
| Classifica (2009) | Posizione massima |
| ----------------- | ----------------- |
| Regno Unito       | 38                |